# Baby I Like (bài hát của Kuraki Mai)
"Baby I Like" là một bài hát được thu âm bởi ca sĩ Nhật Bản Mai-K. Phát hành vào ngày 16 tháng 11 năm 1999 thông qua East West Records và Bip! Records tại Hoa Kỳ. Các bài hát được viết bởi YOKO Black. Stone.

## Danh sách bài hát
| CD single | CD single                                | CD single                     | CD single  |
| STT       | Nhan đề                                  | Phổ nhạc                      | Thời lượng |
| --------- | ---------------------------------------- | ----------------------------- | ---------- |
| 1.        | "Baby I Like"                            | YOKO Black. Stone             | 4:22       |
| 2.        | "Did I Hear You Say That You're In Love" | Jeffery Quest, Tomoo Kasahara | 4:08       |
| 3.        | "'s All Right"                           | YOKO                          | 4:24       |
| 4.        | "Baby I Like" (Oral Exciter House Remix) | YOKO                          | 5:34       |

| 12" vinyl | 12" vinyl                                | 12" vinyl | 12" vinyl  |
| STT       | Nhan đề                                  | Phổ nhạc  | Thời lượng |
| --------- | ---------------------------------------- | --------- | ---------- |
| 1.        | "Baby I Like" (Turn Me On Remix)         | YOKO      |            |
| 2.        | "Baby I Like" (Extacy Vocal Mix)         | YOKO      |            |
| 3.        | "Baby I Like" (Hyper Dub Mix)            | YOKO      |            |
| 4.        | "Baby I Like" (Oral Exciter House Remix) | YOKO      |            |